# Manton (Michigan)
Manton is een plaats (city) in de Amerikaanse staat Michigan, en valt bestuurlijk gezien onder Wexford County.

## Demografie
Bij de volkstelling in 2000 werd het aantal inwoners vastgesteld op 1221.
In 2006 is het aantal inwoners door het United States Census Bureau geschat op 1202, een daling van 19 (-1.6%).

## Geografie
Volgens het United States Census Bureau beslaat de plaats een oppervlakte van
4,2 km², waarvan 4,0 km² land en 0,2 km² water. Manton ligt op ongeveer 345 m boven zeeniveau.

## Plaatsen in de nabije omgeving
De onderstaande figuur toont nabijgelegen plaatsen in een straal van 24 km rond Manton.